# 山西警务学堂
山西警务学堂是清末位于太原的一所学堂。

## 历史沿革
山西警务学堂也称为河东警务学堂，创办于1903年（光绪二十九年），由代理山西巡抚吴廷斌在获得清廷的许可后设立。学堂分为高等班、中等班和初等班。高等班的学制为一年半。中等班学制一年，初等班学制半年。学堂聘用日本教师，学生毕业后分配到各地从事警务工作。
1907年改名为山西高等警务学堂，1909年改名为山西警察专门学堂。辛亥革命之后，改名为山西警察专门学校。1913年，太原警察厅厅长靳巩出任该校校长。1917年（民国六年），该校改为山西省警察传习所。